# アンリ・ソム
アンリ・ソム（Henry Somm、本名:フランソワ・クレマン・ソミエ:François Clément Sommier、 1844年 - 1907年3月14日）はフランスの画家、イラストレーターである。

## 略歴
セーヌ＝マリティーム県のルーアンで生まれた。ルーアンの市立絵画学校(École Municipale de Dessin)でギュスターヴ・モラン(Gustave Morin)に学んだ。1860年代になってパリに出て、印象派の画家たちのなかで活動した。アンリ・ソムの名前で書籍や雑誌の挿絵を描いた。ソムが挿絵を描いた雑誌には「ル・シャ・ノワール」、「 La Charge」、「La Cravache」、「La Chronique parisienne」、「High Life」、「Frou-Frou」、「Le Rire」などがある。リモージュの磁器メーカー、アビランド社(Haviland & Co)の磁器デザインや絵葉書などの原画も描いた。1885年にキャバレー、ル・シャ・ノワールの影絵芝居の脚本「La Berline de l’émigré, ou Jamais trop tard pour bien faire」も書いて上演した.。
印象派のスタイルや、象徴主義のスタイルや日本趣味など様々なスタイルの水彩画なども描いた。モンマルトルに住みロートレックやエドガー・ドガの友人だった。ドガに誘われて1879年の印象派展に出展した。

## 作品

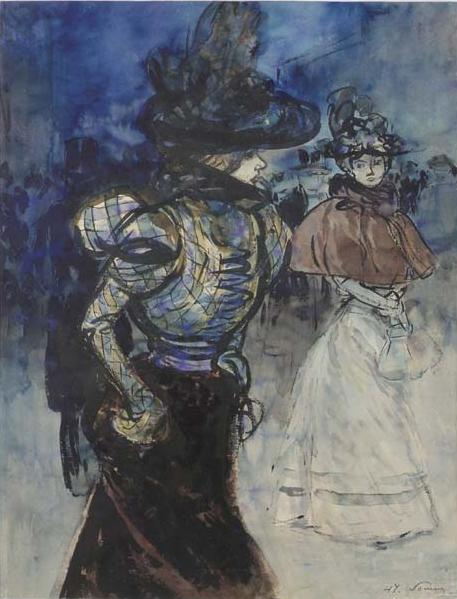
"Elégantes au chapeau" (c.1895)
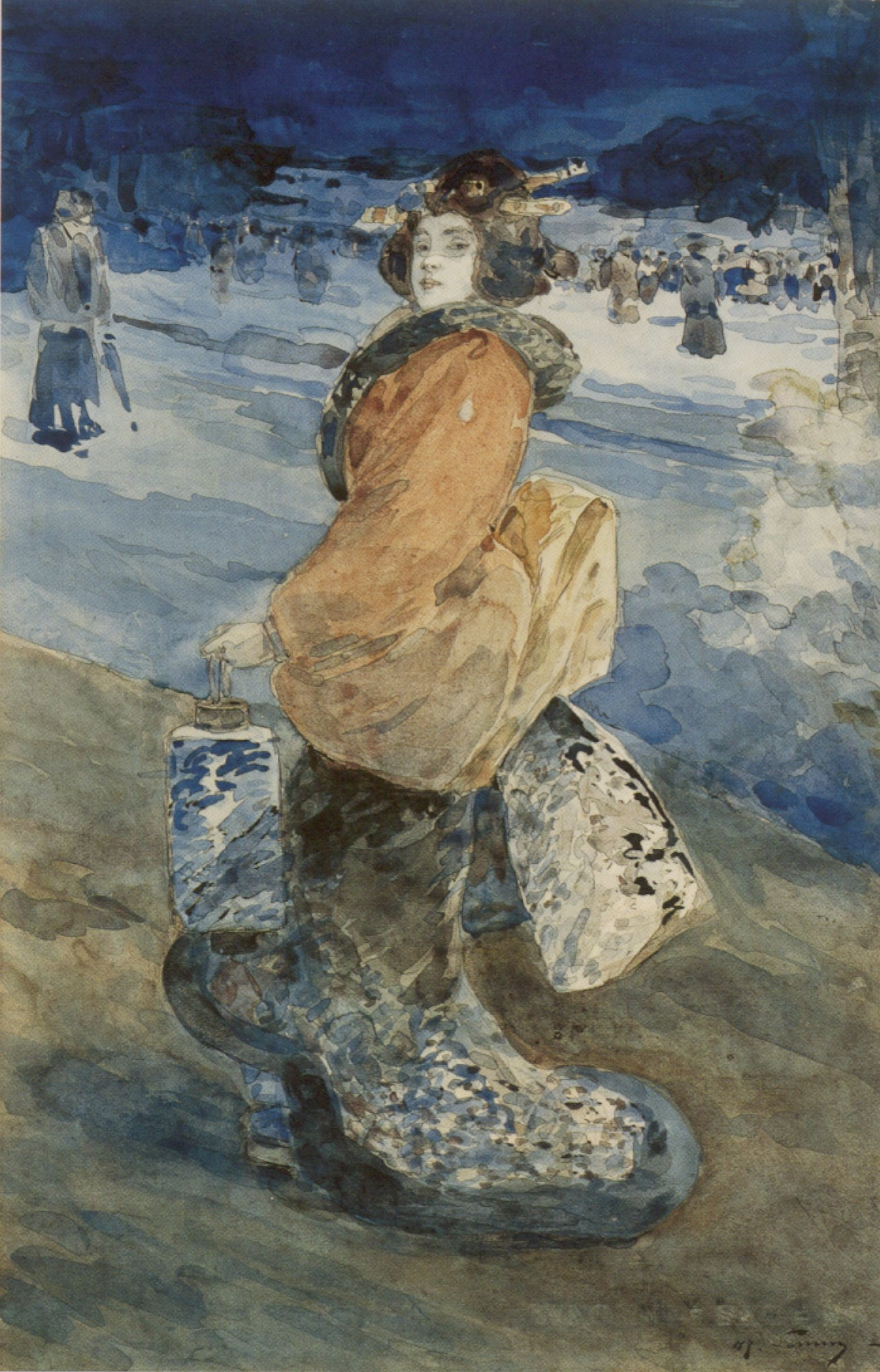
"L'Élégante Japonaise" (1880年代)
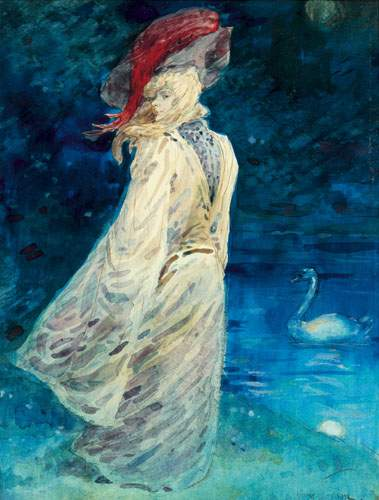
"Elegante au cygne"
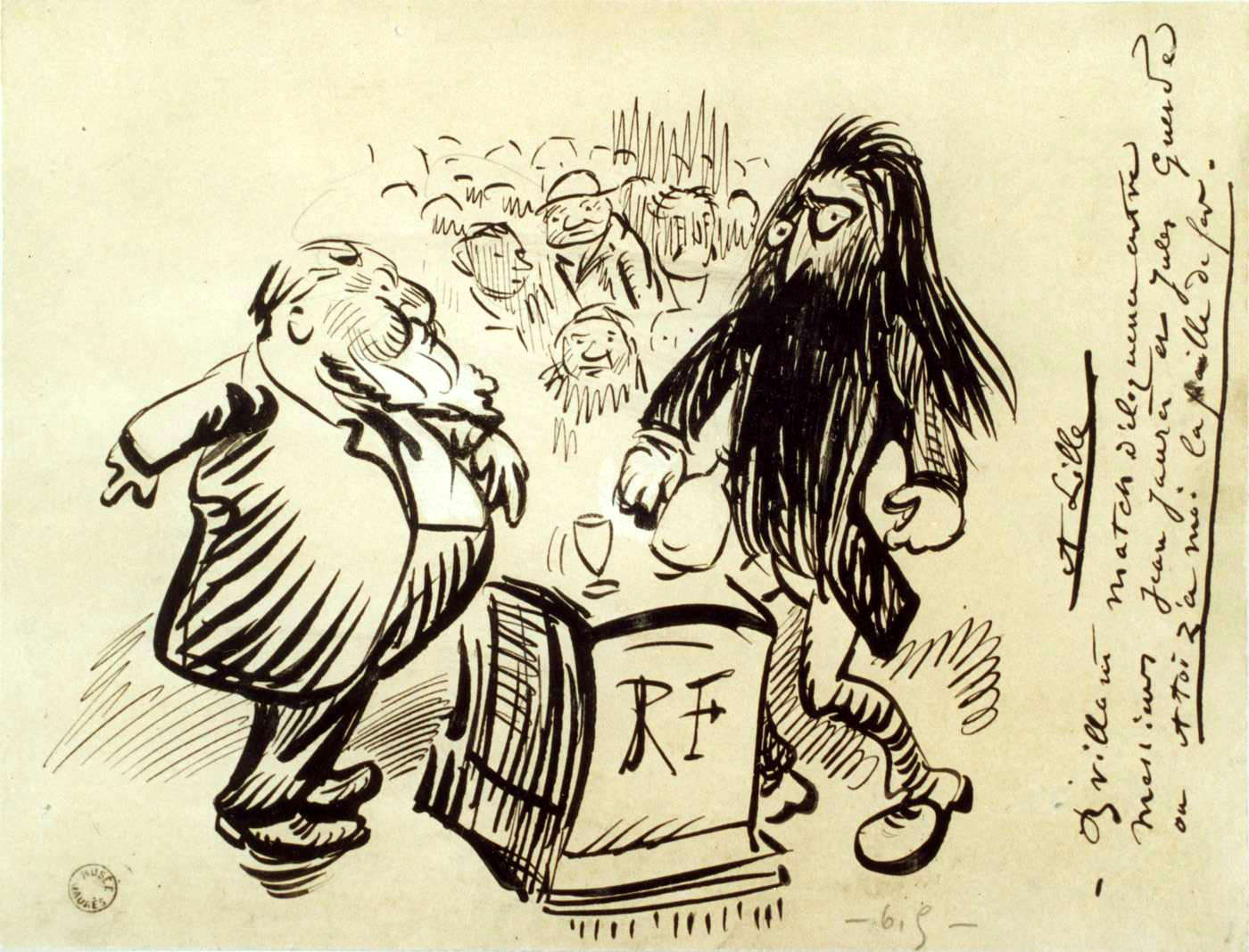
政治風刺画
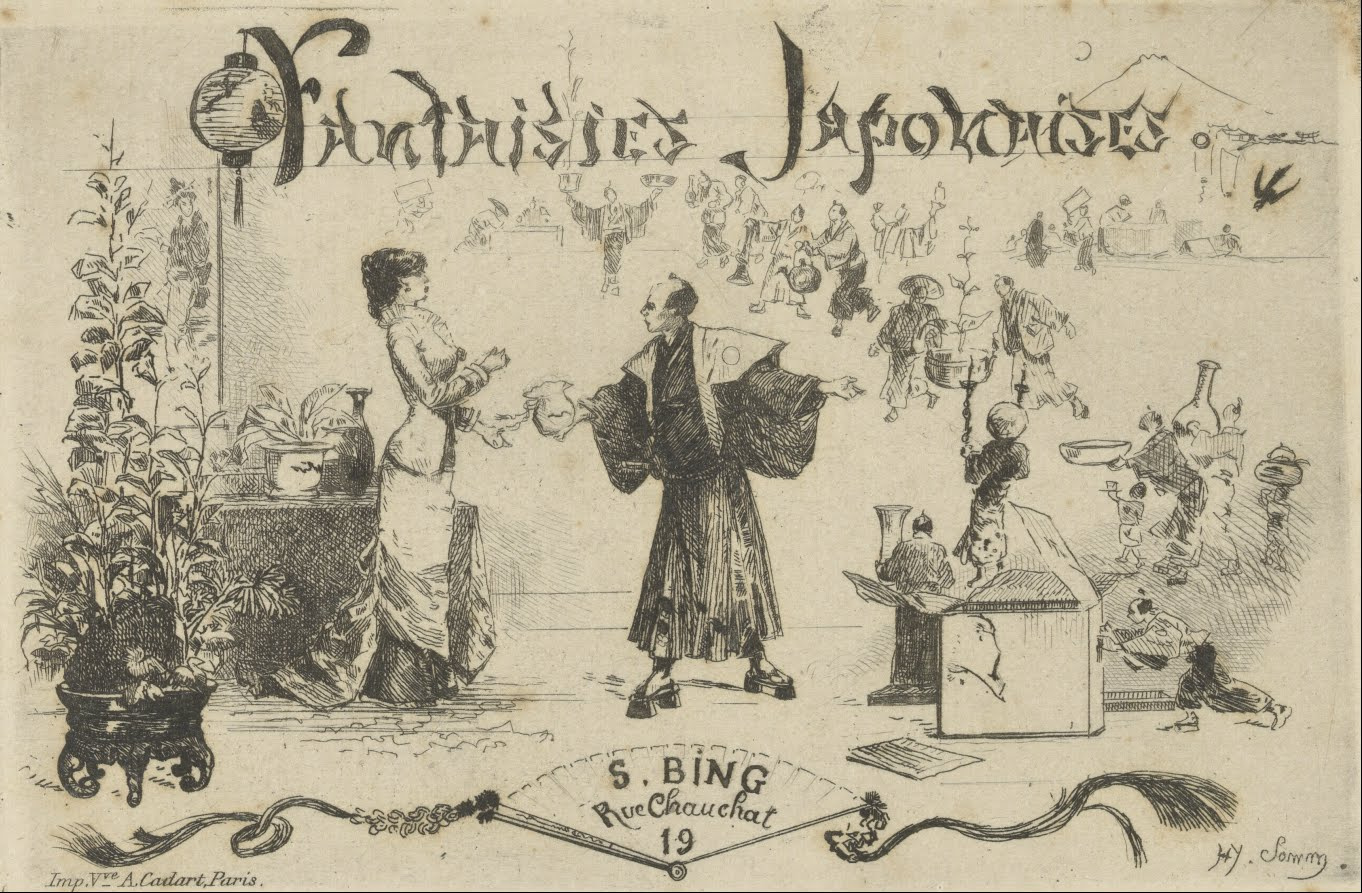
"Fantaisies Japonaises"
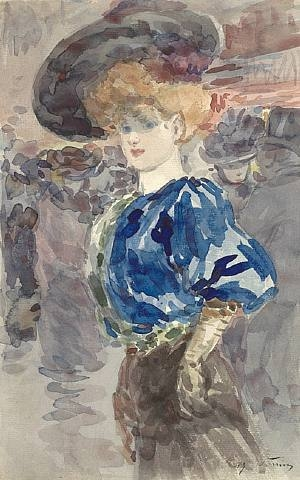
"La Parisienne"
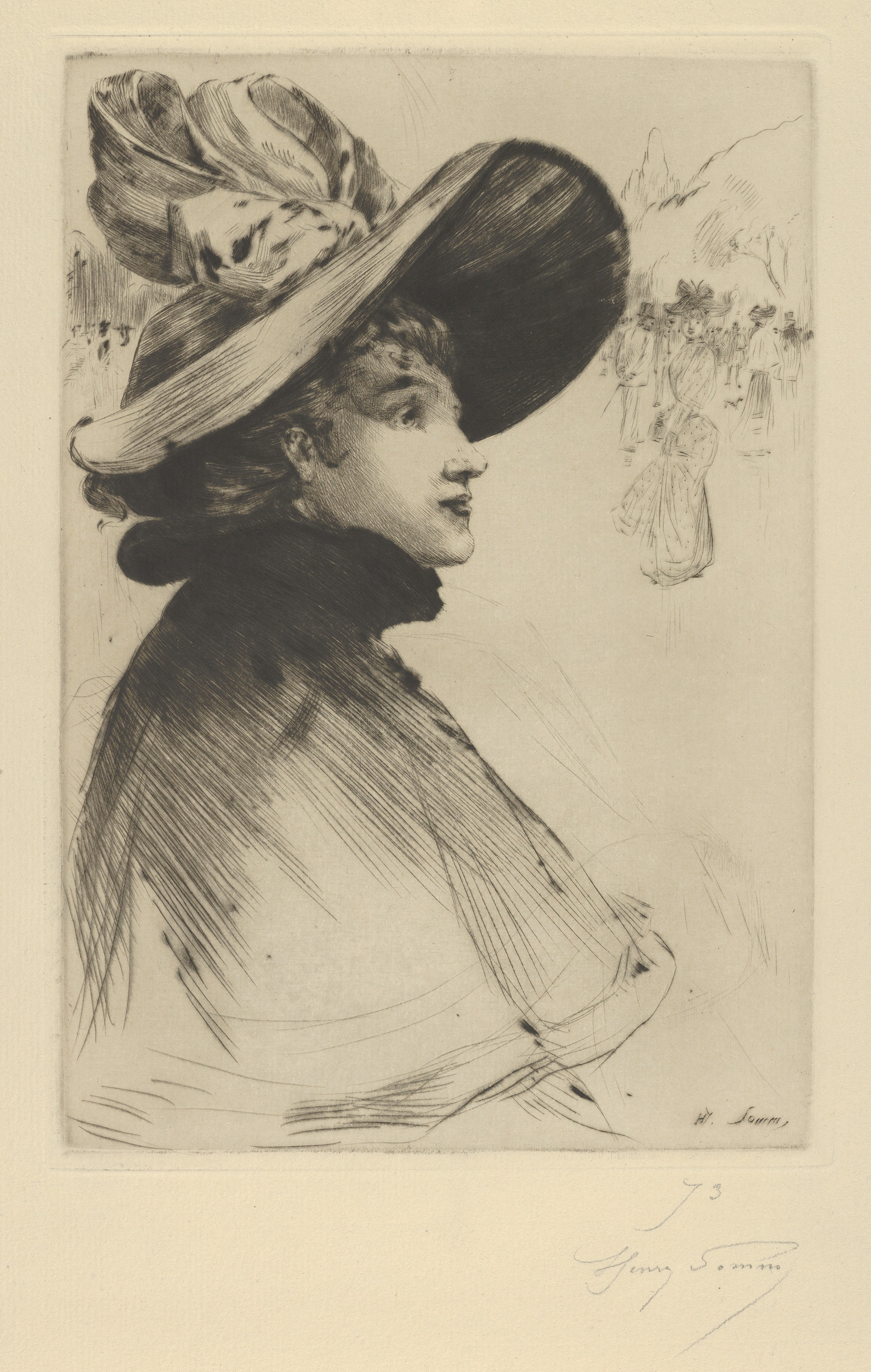
版画
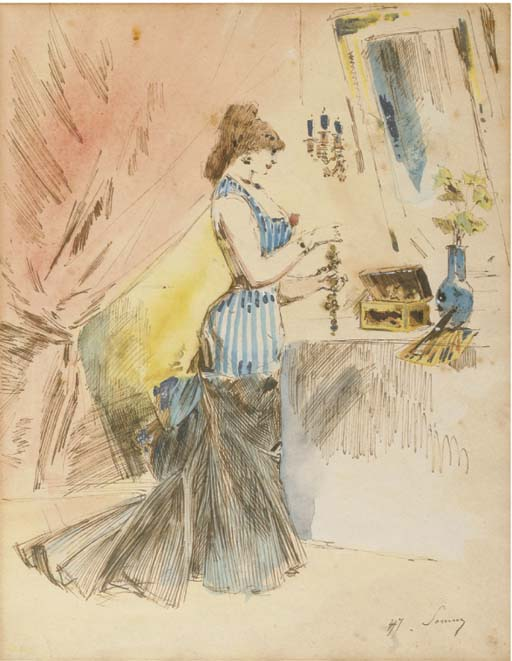
"Femme devant un mirroir"